# Peyton List
Ne doit pas être confondu avec l'actrice Peyton Roi List née en 1998.
Peyton List, née le 8 août 1986 à Baltimore (Maryland), est une actrice et mannequin américaine.
Elle commence sa carrière d'actrice en jouant dans le soap opera As the World Turns (2001-2005). Puis, elle incarne des rôles réguliers dans des séries comme Windfall : Des dollars tombés du ciel (2006) et Big Shots (2007-2008).
Elle se fait surtout connaître du grand public en participant aux séries Mad Men (2008-2013), Flashforward (2009-2010), The Tomorrow People (2013-2014) et Frequency (2016-2017). Elle poursuit avec les rôles récurrents et apparaît également dans Colony (2018), Gotham (2018-2019) et Star Trek : Picard (2020-).

## Biographie

### Jeunesse et débuts dans le mannequinat
Sauf indication contraire, les informations mentionnées dans cette section peuvent être confirmées par la base de données cinématographiques IMDb,  présente dans la section « Liens externes ».
Peyton List naît à Baltimore dans le Maryland. Elle grandit aux côtés de sœur ainée, Brittany et de ses parents, Sherri Anderson et Douglas List.
Elle étudie le ballet dans une école réputée de New York avant de participer à de grandes productions à travers le pays. Peyton commence une carrière dans le mannequinat à l'âge de huit ans.
Elle travaille notamment pour Eileen Ford, Ralph Lauren, Abercrombie & Fitch, elle fait aussi la couverture de nombreux magazines et apparaît dans des publicités.

### Carrière

#### Débuts progressifs et révélation
Avec le mannequinat, elle se fait remarquer et commence sa carrière à la télévision. Elle apparaît dans les séries Sex and the City et New York, unité spéciale puis elle décroche son premier rôle important, celui de Lucy Montgomery dans le soap opera du réseau CBS, As the World Turns. Parallèlement, elle apparaît dans Smallville, Les Frères Scott, Les Experts : Miami et Manhattan mais aussi FBI : Portés disparus. Elle incarne le personnage de Lucy Montgomery pendant quatre ans et quitte As the World Turns lorsque son contrat est terminé. Elle décide de se consacrer sur des projets plus importants.
En 2005, elle joue dans son premier film hollywoodien, la production Disney Un parcours de légende réalisé par Bill Paxton.
En 2006, elle décroche un rôle régulier dans la série dramatique Windfall : Des dollars tombés du ciel du réseau NBC. Cependant, les mauvaises audiences conduisent le réseau à ne pas renouveler la série pour une deuxième saison. Dans le même temps, elle apparaît dans trois épisodes de Day Break.
En 2007, elle tourne le pilote d'une série télévisée pour le grand réseau ABC, mais le projet n'aboutit pas. Elle se replie sur un rôle régulier dans la version masculine de Desperate Housewives, Big Shots, diffusée sur ce même réseau. Elle y incarne la fille du personnage joué par Dylan McDermott. Cependant, c'est encore un échec d'audiences, le programme est arrêté au bout d'une courte saison.
En 2008, elle est tout de même le premier rôle féminin du drame Shuttle aux côtés de Tony Curran. Ce film a été sélectionné dans les Inédits Vidéo du festival international du film fantastique de Gérardmer 2009.
Puis, elle enchaîne les apparitions en tant que guest-star dans des séries à succès comme Moonlight, Ghost Whisperer, Les Experts et une apparition dans le clip If I Had a Gun du groupe de musique britannique Noel Gallagher's High Flying Birds avant d'obtenir le rôle de la secrétaire de Don Draper, Jane Siegel, dans la série acclamée Mad Men. Son personnage devient plus tard la seconde épouse de John Slattery.

#### Science-fiction et rôles réguliers
Parallèlement à ce rôle récurrent, elle rejoint la distribution principale de Flashforward. Cette série suit les péripéties d'un groupe d'individus dont le quotidien est bouleversé à la suite d'un black-out planétaire. Initialement développée par HBO, c'est ABC qui récupère les droits, souhaitant faire du programme un successeur de Lost : Les Disparus.  En dépit d'un certain buzz lors de son lancement, les audiences ne cessent de s'effondrer et poussent le réseau à ne pas reconduire la série pour une seconde saison.
Après quelques apparitions dans diverses séries et un rôle récurrent dans 90210 Beverly Hills : Nouvelle Génération,, elle travaille avec The CW Television Network et renoue avec la science fiction pour The Tomorrow People. Cette série lancée en 2013, est une adaptation d'une série britannique du même nom diffusée dans les années 1970 et 1990 sur ITV. Mais en 2014, elle est officiellement annulée.
Après avoir participé à Flash en tant que Golden Glider, la sœur de Captain Cold et un autre rôle récurrent dans la série dramatique Blood and Oil, elle revient en 2016, par le premier rôle de la série de science-fiction Frequency. Diffusée sur le réseau The CW et le lendemain sur Netflix au Canada, il s’agit de l’adaptation du film Fréquence interdite de Gregory Hoblit (2000). L'année suivante, la chaîne annule officiellement la série mais diffuse un épisode de trois minutes pour conclure l'histoire.
Elle rebondit rapidement en rejoignant la distribution récurrente de la saison 4 de Gotham. Basée sur les personnages des comics de l'univers Batman, la série s'intéresse au personnage de l'inspecteur James Gordon (incarné par Ben McKenzie), qui est le protagoniste de la série. Celle-ci s'intéresse également au jeune Bruce Wayne (joué par David Mazouz). Elle y incarne le rôle de Poison Ivy succédant à Clare Foley et Maggie Geha,. En parallèle, elle accepte un rôle récurrent dans la saison 3 de Colony.
En 2018, elle joue dans la comédie romantique La Liste de nos rêves de Peter Hutchings avec Asa Butterfield, Maisie Williams et Nina Dobrev.
En 2020, elle rejoint la série Star Trek : Picard qui lui permet de faire son retour dans la science-fiction, le genre qui la révélée. Elle y incarne le personnage du lieutenant Narissa Rizzo.

## Filmographie

### Cinéma

#### Longs métrages
- 2005 : Un parcours de légende (The Greatest Game Ever Played) de Bill Paxton : Sarah Wallis
- 2008 : Shuttle de Edward Anderson : Mel
- 2008 : Deep Winter de Mikey Hilb : Elisa Rider
- 2011 : Low Fidelity de Devon Gummersall : Georgia
- 2011 : Rencontre avec le mal de Chris Fisher : Tammy Strate
- 2014 : Comment séduire une amie de Justin Reardon : Hot Girl
- 2018 : La Liste de nos rêves de Peter Hutchings : Ashley
- 2019 : Batman : Silence de Justin Copeland : Poison Ivy (voix originale)

### Télévision

#### Séries télévisées
- 2000 : Sex and the City : Une blonde #1 (1 épisode)
- 2001 : New York, unité spéciale (Law & Order: Special Victims Unit) : Patsy (saison 2, épisode 9)
- 2001 - 2005 : As the World Turns : Lucinda Marie "Lucy" Montgomery (313 épisodes)
- 2003 : New York, unité spéciale (Law & Order: Special Victims Unit) : Chloe Dutton (saison 4, épisode 25)
- 2005 : Smallville : Lucy Lane (saison 4, épisode 16)
- 2005 : Just Legal : Paradise Colvin (1 épisode)
- 2005 : FBI : Portés disparus (Without a Trace) : Dina Kingston (1 épisode)
- 2005 : Les Experts : Miami (CSI: Miami) : Alexa Endecott (1 épisode)
- 2005 : Les Experts : Manhattan (CSI: NY) : Alexa Endecott (1 épisode)
- 2006 : Les Frères Scott (One Tree Hill) : Solaris (1 épisode)
- 2006 : Windfall : Des dollars tombés du ciel : Tally Reida (11 épisodes)
- 2006 : Day Break : Ava (3 épisodes)
- 2007 - 2008 : Big Shots : Cameron Collinsworth (11 épisodes)
- 2008 : Moonlight : Tierney Taylor (1 épisode)
- 2008 : Ghost Whisperer : Lorelei (saison 4, épisode 4)
- 2008 : Les Experts (CSI: Crime Scene Investigation) : Michelle Tournay (1 épisode)
- 2008 - 2013 : Mad Men : Jane Siegel / Jane Sterling (16 épisodes)
- 2009 : Monk : Tanya Adams (saison 7, épisode 15)
- 2009 - 2010 : Flashforward : Nicole Kirby (22 épisodes)
- 2010 : Smallville : Lucy Lane (saison 10, épisode 7)
- 2010 : Hawaii Five-0 : Erica Harris (1 épisode)
- 2011 : Charlie's Angels : Zoe Sinclair (1 épisode)
- 2012 : House of Lies : Britney (1 épisode)
- 2012 : 90210 : Lindsey Beckwith (4 épisodes)
- 2013 - 2014 : The Tomorrow People : Cara Coburn (22 épisodes)
- 2015 : Flash : Lisa Snart / Golden Glider (3 épisodes)
- 2015 : Blood and Oil : Emma Lundegren (6 épisodes)
- 2016 : Legends of Tomorrow : Lisa Snart (caméo photo - saison 1, épisode 12)
- 2016 - 2017 : Frequency : Raimy Sullivan (14 épisodes)
- 2017 : New York, unité spéciale (Law & Order: Special Victims Unit) : Margery Evans (saison 18, épisode 16)
- 2018 : Colony : Amy Leonard (9 épisodes)
- 2018 - 2019 : Gotham : Poison Ivy (saison 4, 5 épisodes)
- 2020 : Charmed : Nadia (saison 2, 2 épisodes)
- 2020 - 2023 : Star Trek : Picard : Lieutenant Narissa Rizzo
- 2021 : Blade Runner: Black Lotus : Josephine Grant (voix)
- 2022 : The Rookie : Gennifer Bradford (5 épisodes)

#### Téléfilm
- 2017 : Miss Control de Jeremy Podeswa : Kim
- 2022 : Noël à Mapple Valley de Paul Ziller : Erica Holden

### Clips vidéo
- 2004 : In Your Eyes de SR - 71[2]
- 2011 : If I Had A Gun de Noel Gallagher's High Flying Birds[2]
- 2018 : Only You de Cheat Codes et Little Mix

## Distinctions
Sauf indication contraire, les informations mentionnées dans cette section peuvent être confirmées par la base de données cinématographiques IMDb,  présente dans la section « Liens externes ».

### Nominations
- Soap Opera Digest Awards 2005 : meilleur couple à l'écran (avec Grayson McCouch) pour As the World Turns.